# Enzyme d'activation de la formiate C-acétyltransférase
L'enzyme d'activation de la formiate C-acétyltransférase, également appelée enzyme d'activation de la pyruvate formiate lyase ([pyruvate formate lyase]-activating enzyme en anglais) ou PFL activase, est une oxydoréductase qui catalyse la réaction :
S-adénosyl-L-méthionine + dihydroflavodoxine + [formiate C-acétyltransférase]–glycine  {\displaystyle \rightleftharpoons }  5’-désoxyadénosine + L-méthionine + flavodoxine semiquinone + radical [formiate C-acétyltransférase]–glycin-2-yle.
Cette enzyme est une protéine fer-soufre qui oxyde le résidu de glycine –NH–CH2–CO– en position 734 de la formiate C-acétyltransférase pour former son radical –NH–CH•–CO– à l'aide d'un cation de fer Fe2+ d'un cofacteur Fe-S, ce qui a pour effet d'activer la formiate C-acétyltransférase, cette enzyme possédant un mécanisme catalytique radicalaire.